# Municipalità di Telavi
La municipalità di Telavi (in georgiano თელავის მუნიციპალიტეტი?) è una municipalità georgiana della Cachezia.
Nel censimento del 2002 la popolazione si attestava a 70.589 abitanti. Nel 2014 il numero risultava essere 38.721.
La città di Telavi è il centro amministrativo della municipalità, la quale si estende su un'area di 1095 km².

## Popolazione
Dal censimento del 2014 la municipalità risultava costituita da:
- Georgiani, 86,49%
- Azeri, 12,77%
- Osseti, 0,24%
- Russi, 0,15%
- Armeni, 0,12%

## Luoghi d'interesse
- Telavi
- Monastero d'Iq'alto
- Chiesa di Tskarostavi
- Monastero di Shuamta
- Casa di Aleksandre Ch'avch'avadze